# Nuit obscure - La trilogie
 (juin 2025).
Si vous disposez d'ouvrages ou d'articles de référence ou si vous connaissez des sites web de qualité traitant du thème abordé ici, merci de compléter l'article en donnant les références utiles à sa vérifiabilité et en les liant à la section « Notes et références ».
Pour plus de détails, voir Fiche technique et Distribution.
Nuit obscure est un documentaire expérimental français réalisé par Sylvain George entre 2018 au cinéma et 2024 au cinéma
Il s'agit d’une trilogie composée des films Nuit obscure - Feuillets sauvages (Les brûlants, les obstinés) , Nuit obscure - Au revoir ici, n’importe où et Nuit obscure - "Ain't I a child?". 
Cette trilogie poursuit le travail entamé par le cinéaste sur les politiques européennes en matière migratoire avec les films  Qu'ils reposent en révolte (Des figures de guerres I) , et Les Éclats (Ma gueule, ma révolte, mon nom). Elle est consacrée à la situation des réfugiés à Melilla, et à Paris.
Les différentes parties ont été projetées au  Festival international du film de Locarno en 2022 et 2023, et au Festival de Cannes 2025 en 2025.

## Synopsis
Nuit Obscure est une trilogie cinématographique réalisée par Sylvain George entre 2018 et 2025. D’une durée totale d’environ dix heures, elle suit le parcours de jeunes harraga, des enfants, adolescents et jeunes hommes d’origine marocaine, en errance aux bords comme au cœur de l’Europe.
Le premier volet, Nuit obscure - Feuillets sauvages (Les brûlants, les obstinés), est tourné à Melilla, enclave espagnole au nord du Maroc. Il suit des jeunes adultes en fuite qui vivent dans les forêts, les caniveaux, les arbres, dans l’attente d’un possible passage vers l’Europe. 
Le deuxième volet, Nuit obscure - Au revoir ici, n’importe où, approfondit cette exploration à Melilla, en filmant le quotidien des enfants et jeunes adolescents, leur manière de s’approprier l’espace urbain et de détourner les usages des lieux, d’habiter la ville malgré les contrôles, la violence et la précarité. 
Le troisième film, Nuit obscure - « Ain’t I a child ? », se déroule à Paris, où certains d’entre eux poursuivent leur errance. Il montre que l’exil ne s’achève pas à l’arrivée : la précarité, les violences policières et l’invisibilisation persistent au cœur même de la capitale.
La trilogie propose un cinéma poétique et politique, attentif aux corps, aux objets, aux lieux. Elle refuse les discours explicatifs ou surplombants, et donne à voir, à travers une forme fragmentaire et sensorielle, ce que signifie vivre l’exil aujourd’hui, dans la répétition, l’attente, et la désobéissance silencieuse.

## Fiche technique
- Titre : Nuit obscure
- Réalisation : Sylvain George
- Scénario : Sylvain George
- Photographie : Sylvain George
- Montage : Sylvain George
- Son : Sylvain George
- Etalonnage et finishing : Jean-Baptiste Perrin / Goncalo Ferreira
- Laboratoire image : Colorgrade- Genève  /  IrmaLucia - Lisbonne
- Montage son et image : Carlos Ibañez Diaz / Jean-Marc Schick
- Société de production : Noir Production, Alina Film, Kintop
- Société de distribution : Noir Production
- Pays d'origine :  France  Suisse Portugal
- Langues originales : français, anglais, arabe, espagnol
- Durée : 256 minutes ; 183 mn ; 164 mn.
- Format : Noir et blanc & Couleurs - vidéo
- Genre : documentaire
- Dates de sortie : 2025

## Sélections de festivals
- Festival international du film de Locarno 2022
- FilMakerFest 2022, 2023, 2025
- Viennale 2022, 2023
- Doc Buenos Aires 2022, 2023
- Courtisane 2022, 2023
- Jeonju IFF 2022, 2025
- Ficcali 2023
- Midbo 2023
- DMZ IDFF2023
- Courtisane 2024
- Cinéma du réel 2024
- Message to Man International Film Festival2024
- Ficunam 2024

## Distinction
Sauf indication contraire, les informations mentionnées dans cette section peuvent être confirmées par les bases de données cinématographiques  présentes dans la section « Liens externes ».

### Nuit obscure - Feuillets sauvages (Les brûlants, les obstinés)
- Prix du meilleur film en compétition internationale au Filmmaker Film Festival en 2022

### Nuit obscure – Au revoir ici, n’importe où
- Mention du jury de la Compétition internationale au Festival international du film de Locarno 2023
- Prix de l’environnement et de la qualité de la vie jury au Festival international du film de Locarno 2023
- Prix du meilleur documentaire en compétition internationale au DMZ International Documentary Film Festival 2023
- Prix du meilleur documentaire en compétition internationale XV Festival Internacional de Cine de Cali (FICCALI) 2023
- Prix du meilleur film de la Jeunesse Muestra de Cine de Lanzerote 2023
- Prix du meilleur documentaire en compétition internationale Message to Man International Film Festival 2024

### Nuit obscure – «Ain’t I a child?»
- Prix Interreligieux Vision du Réel 2025

https://www.visionsdureel.ch/programme/palmares/palmares-2025/